# سم ریبولد
سم ریبولد (انگلیسی: Sam Raybould؛ ۱۱ ژوئن ۱۸۷۵ – ۱۹۴۹ (۷۳−۷۴ سال)) یک بازیکن فوتبال اهل بریتانیا بود. از باشگاه‌هایی که در آن بازی کرده‌است می‌توان به باشگاه فوتبال چسترفیلد، باشگاه فوتبال آرسنال، باشگاه فوتبال لیورپول، باشگاه فوتبال دربی کانتی، باشگاه فوتبال ساندرلند، و باشگاه فوتبال ایلکستون اشاره کرد.